# Disphragis cariosa
Disphragis cariosa är en fjärilsart som beskrevs av William Schaus 1906. Disphragis cariosa ingår i släktet Disphragis och familjen tandspinnare. Inga underarter finns listade i Catalogue of Life.